# Монокаси

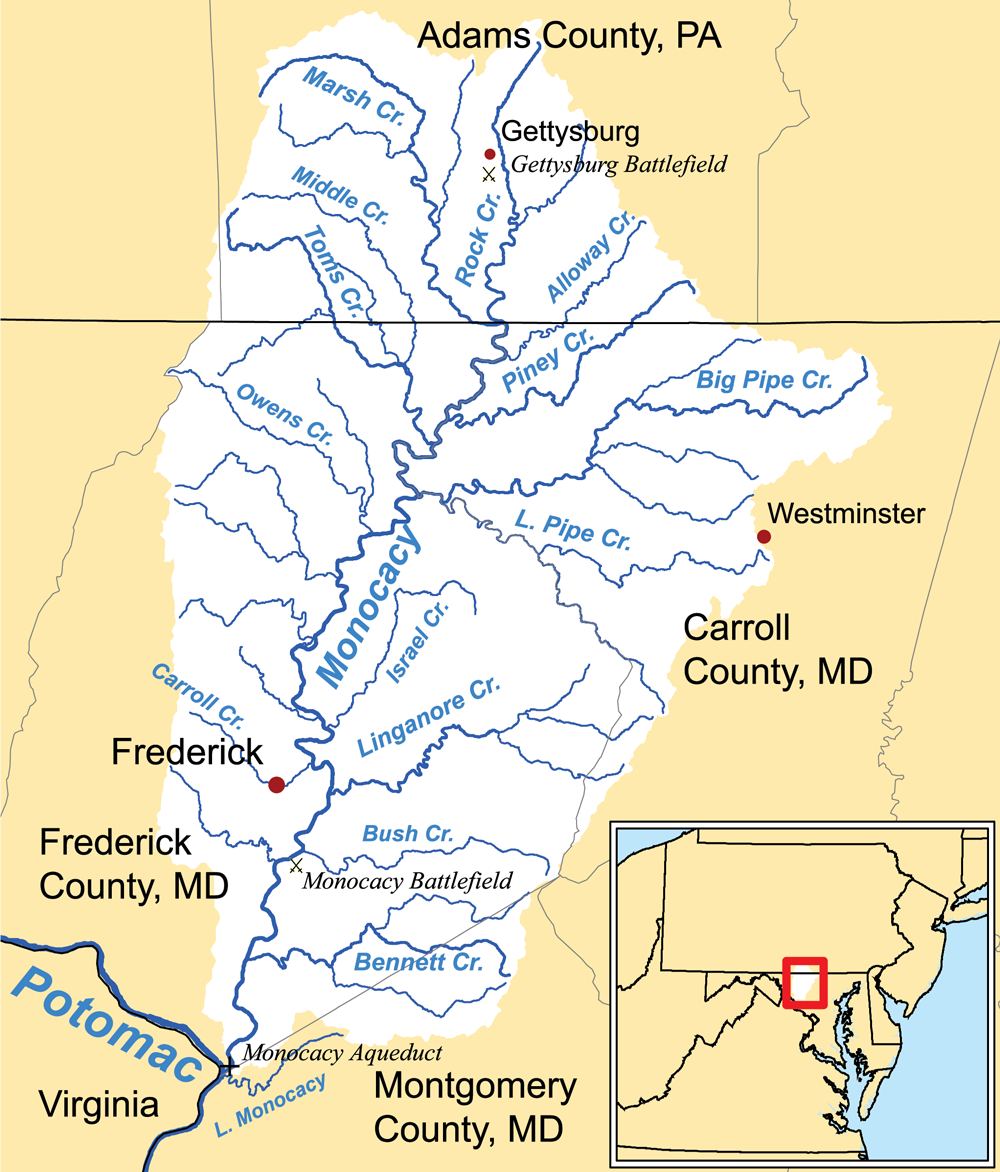
Бассейн реки Монокаси

Моно́каси (англ. Monocacy River) — река в Мэриленде; самый длинный мэрилендский приток Потомака. Образуется от слияния пенсильванских рек Марш-Крик и Рок-Крик на границе Пенсильвании и Мэриленда. Протекает по территории округов Кэрролл и Фредерик. Название Монокаси происходит от слова Monnockkesey, что на языке шони значит «излучистая река».
Площадь бассейна Монокаси — 1927 км², 25% приходится на Пенсильванию, остальная часть в Мэриленде. Крупнейший город на территории бассейна — Фредерик. Бо́льшая часть бассейна используется для сельского хозяйства; река, особенно её нижнее течение, загрязнена от стоков, содержащих удобрения, навоз и пестициды. Тем не менее, Монокаси официально считается «дикой и живописной рекой» (Maryland Wild and Scenic River).
Одна из местных достопримечательностей — акведук через Монокаси, по которому канал Чесапик — Огайо проходит над рекой.
В 1864, во время Гражданской войны на берегах Монокаси произошло важное сражение, т.н «битва, которая спасла Вашингтон».